# 동나주 나들목
동나주 나들목(E.Naju IC)은 전라남도 나주시 산포면 산제리에 설치될 예정인 강진광주고속도로의 교차로이다. 2026년에 개통될 예정이다.

## 역사
- 2017년 11월 24일 : 2024년까지 나들목 신설을 위해 나주시 도시계획시설 교통광장에 산포면 산제리 일원을 동나주 나들목으로 고시[1]

## 구조물 정보
전형적인 클로버형 형태이며 나들목 진출입로는 빛가람로와 직결된다.
- 위치 : 전라남도 나주시 산포면 산제리

## 접속하는 도로
- 빛가람로